# Rio Kankakee
O rio Kankakee é um rio do noroeste do Indiana e nordeste do Illinois, nos Estados Unidos, que se une ao Des Plaines para formar o rio Illinois. Já formou uma das maiores zonas húmidas do interior da América do Norte, e serviu de importante canal de comunicação entre os Grandes Lagos e o rio Mississippi. Alterado do seu curso original, atravessa hoje uma região rural agrícola a sul do lago Michigan.
O rio Kankakee, tal como o rio Des Plaines, teve um papel essencial nas primeiras explorações da zona. Jacques Marquette e Louis Jolliet viajaram pelo Des Plaines, e René Robert Cavelier de La Salle entrou na terra de Lincoln através do Kankakee. René de la Salle viajaria mesmo várias vezes pelo Kankakee.
Com o mesmo nome do rio existem a cidade de Kankakee e o condado de Kankakee, no Illinois.

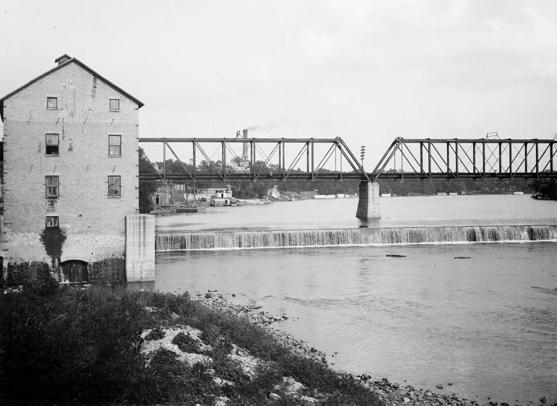
Imagem antiga do rio Kankakee